# Форххајм (Кајзерштул)
Форххајм (њем. Forchheim) општина је у њемачкој савезној држави Баден-Виртемберг. Једно је од 24 општинска средишта округа Емендинген. Према процјени из 2010. у општини је живјело 1.222 становника. Посједује регионалну шифру (AGS) 8316013.

## Географски и демографски подаци
Форххајм се налази у савезној држави Баден-Виртемберг у округу Емендинген. Општина се налази на надморској висини од 187 метара. Површина општине износи 10,8 km². У самом мјесту је, према процјени из 2010. године, живјело 1.222 становника. Просјечна густина становништва износи 113 становника/km².

## Међународна сарадња
| Мјесто         | Држава    | Врста сарадње | Од    |
| -------------- | --------- | ------------- | ----- |
| Колонија Товар | Венецуела | контакт       | 1967. |
| Извор          |           |               |       |